# Pawlowsker Stausee
Der Pawlowsker Stausee (russisch Павловское водохранилище) befindet sich in Baschkortostan im europäischen Teil Russlands.
Der bis zu 120 km² große Stausee hat ein Volumen von 1,41 km³. Er entstand in den 1950er Jahren mit dem Bau des Wasserkraftwerks und des zugehörigen Staudamms an der Ufa. Der Wasserspiegel des Stausees schwankt um 11,5 m. Der Staudamm dient der Abflussregulierung, der Energiegewinnung (590 GWh jährlich) sowie der Trinkwasserversorgung. Das Wasserkraftwerk wird von Bashkirenergo betrieben. 